# Páni z Rožmitálu
Páni z Rožmitálu byl starý český vladycký a panský rod, který se odloučil jako odnož z rozrodu Buziců. Nazývali se podle hradu a městečka Rožmitál pod Třemšínem. Později si oblíbili druhé jméno Lev, podle něhož byli nazýváni také Lvové z Rožmitálu.

## Historie
Předek rodu, Jaroslav, patřil mezi přední české pány na přelomu 11. a 12. století. Držel březnické, rožmitálské a čížkovské panství. Prvním s přídomkem z Rožmitálu byl Oldřich z Rožmitálu, který se považuje také za zakladatele rodového sídla. Oldřich měl syny Protivu, Budislava, Oldřicha a Sezimu. Po Oldřichovi a Protivovi se pánem panství stal Sezima. Ten roku 1347 prodal proti Oldřichově vůli polovinu hradu a městečka Rožmitálu nově zřízenému arcibiskupství pražskému, které ho drželo až do husitských válek.

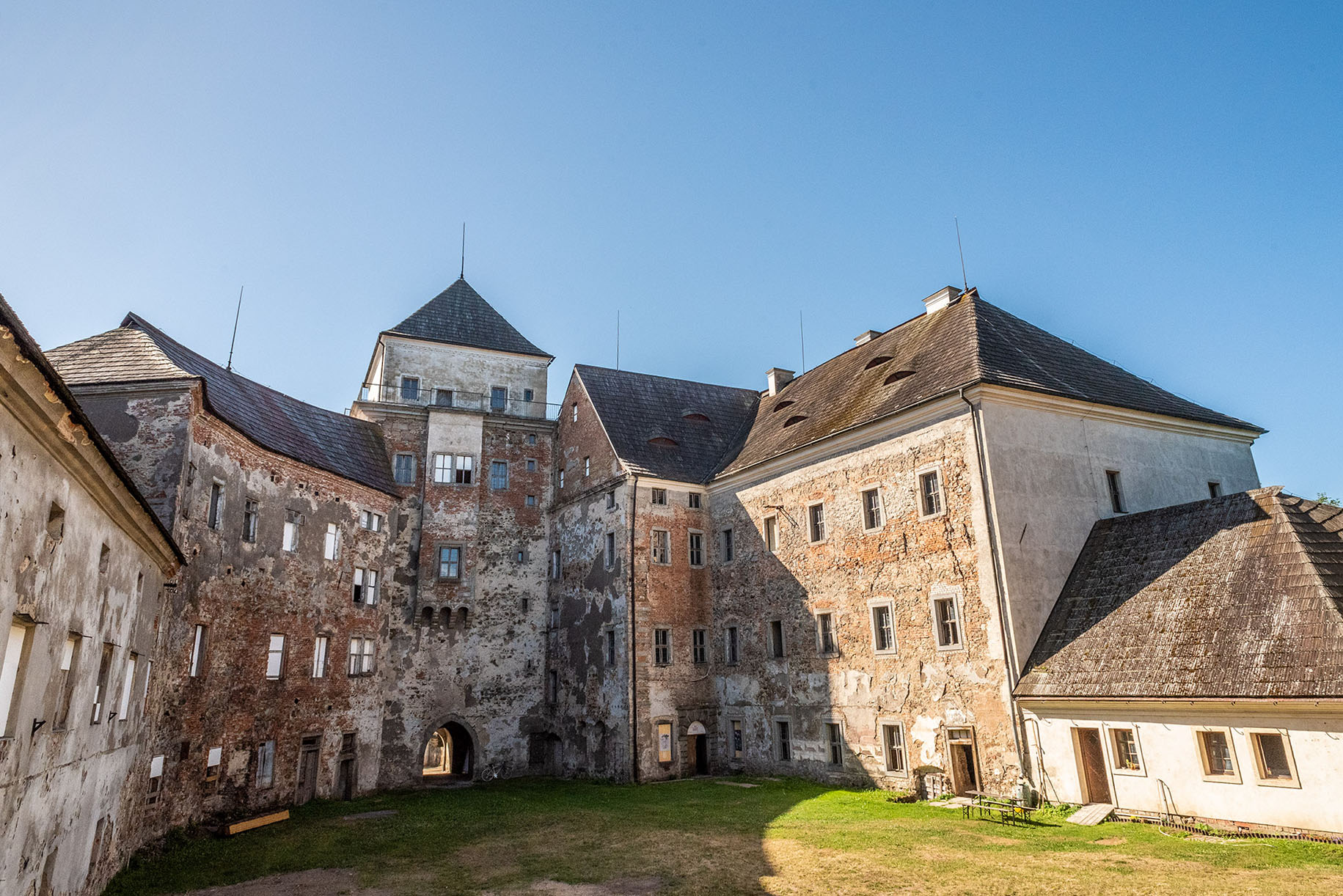
Zámek v Rožmitálu pod Třemšínem

O dalších potomcích jako byl Vincenc z Rožmitálu a Jan z Rožmitálu nejsou známy další informace. O Jindřichu z Rožmitálu je doložen dar kostelu sv. Barbory v roce 1396. Další pánem z Rožmitálu byl Zdeněk z Rožmitálu, který zahájil dlouhou linii nositelů tohoto jména. V této době se také objevilo jméno Lev, které se pak vyskytovalo u všech nositelů hlavní rodové linie až do vymření v 18. století.

### Slavní příslušníci rodu
Příslušníci rodu zastávali významné zemské úřady a množili svůj majetek.
- Jaroslav Lev z Rožmitálu a na Blatné se proslavil na cestě západní Evropou při rytířských turnajích, když mezi lety 1465-67 putoval po evropských panovnických dvorech s poselstvím Jiřího z Poděbrad. Jeho jméno Lev se pro celý rod stalo i příjmením. Lvovi sourozenci a potomci se také proslavili, syn Zdeněk Lev se stal na krátkou dobu nekorunovaným vládcem Království českého.[zdroj⁠?!]Zámek Blatná

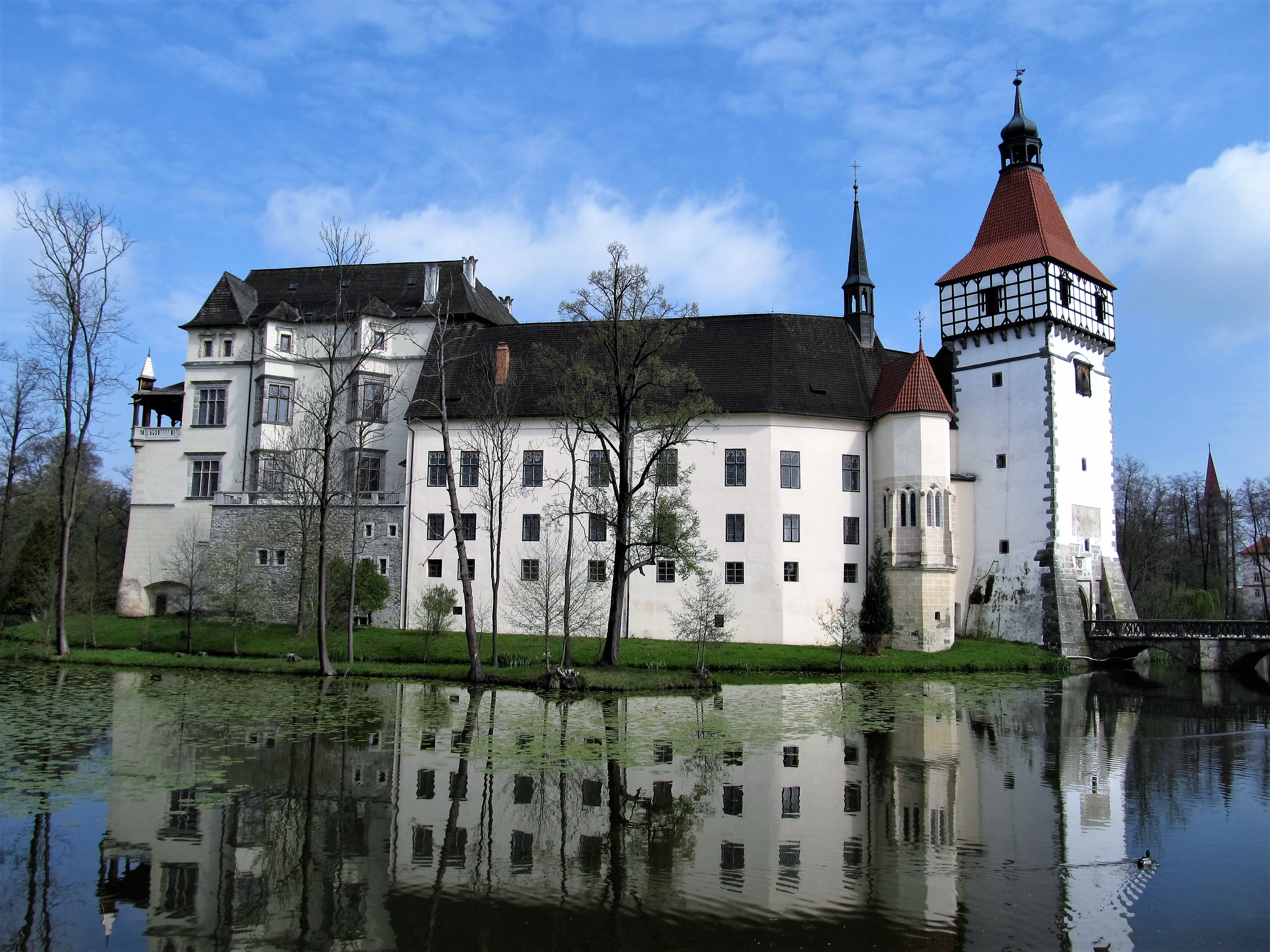
Zámek Blatná

- Johana z Rožmitálu (kolem1430–1475) byla nejvýznamnější Jaroslavova sestra. Na rozdíl od většiny členů rodiny vyznávala víru podobojí. Stala se druhou manželkou Jiřího z Poděbrad a českou královnou. I jako vdova uplatňovala svůj politický vliv. například při zasedání zemského sněmu, jemuž dokonce předsedala.
- Zdeněk Lev z Rožmitálu (kolem 1470–1535) působil jako karlštejnský purkrabí a nejvyšší zemský soudce. V roce 1507 se stal nejvyšším purkrabím. Angažoval se v čele katolické strany. Zdědil po Bavorech ze Strakonic Strakonice, přikoupil Zbiroh a Hořovice. Pokusil ze vyjmout Český Krumlov z jihočeského dominia, což se nepovedlo a on musel z funkce odstoupit. Vrátil se za panování Ferdinanda I., po třech letech musel opět rezignovat. Svá panství zatížil dluhy, které dosáhly výše 65 000 kop českých grošů. Jeho syn Adam proto musel prodat rodová panství včetně Rožmitálu a Blatné. Poté se rod usídlil na Moravě, kde se Adam stal dvořanem olomouckého biskupa Jana Dubaravia, který mu propůjčil statek Blansko, kde se usídlil na panství Hrotovice. Zdeněk Lev měl dceru Annu.
- Anna z Rožmitálu (1500–1563) se provdala za nejvyššího kancléře Adama I. z Hradce (1494–1531) a žila na zámku v Jindřichově Hradci. V 31 letech ovdověla a spolu se svou švagrovou Annou se starala o rožmberské sirotky.

### Další příslušníci rodu
Následující členové rodu již majetek pouze vyženili či zdědili.
Například Maxmilián dědil po Šelmbercích. Jan Zdeněk Lev byl v roce 1580 vlastníkem Hrotovic a Konice. Měl tři syny: Maxmiliána, Jana a Zdeňka. Posledně dva jmenovaní byli popravení roku 1627 za účast v selské vzpouře. Maxmiliánův syn Zdeněk František Lev z Rožmitálu získal roku 1631 blanenské panství, které bylo lenním statkem olomouckých biskupů. Zdeněk roku 1634 zemřel a panství převzal jeho ještě nedospělý syn Kašpar Melichar Baltazar Lev z Rožmitálu. Ten skonal roku 1667 a otcův majetek zdědil nejstarší syn Zdeněk Václav, který však zemřel předčasně ve věku 20 let. Majetek tedy přešel na jeho bratry Františka Baltazara, Karla Maxmiliána a Bernarda Antonína, kteří pro tíživou finanční situaci byli nuceni blanenský statek v roce 1694 prodat rodu Gellhornů.
Potomstvo Karla Maxmiliána a Kateřiny Žeranovské ze Sezemic se přestěhovalo na přelomu 17. a 18. století na biskupská léna na severní Moravě. V roce 1760 zemřel Antonín Bernard, pán na Hrozové a Pelhřimovech. Jeho syn Bernard Antonín byl poslední mužský potomek a jím vymřel celý rod.

## Erb
Rodový erb Buziců, který tvoří černá kančí hlava ve zlatém poli, doplnili zlatou lvicí v modrém poli.

## Příbuzenstvo
Spojili se s Haugvici, Smiřickými, Švamberky, Švihovskými z Rýzmberka či pány z Kunštátu.